# سوزان هیوارد
سوزان هِیوارد (به انگلیسی: Susan Hayward) (زادهٔ ۳۰ ژوئن ۱۹۱۷ – درگذشتهٔ ۱۴ مارس ۱۹۷۵) بازیگر سینما، تئاتر و تلویزیون و مدل اهل ایالات متحدهٔ آمریکا بود.

## زندگی
سوزان هیوارد زمانی گفت: خیلی زود دریافتم که زندگی تلاش و مبارزه است….
هیوارد اهل محله‌های فقیرنشین نیویورک بود، ولی وقتی عکسش در روزنامهٔ ایونینگ پست منتشر شد، چنان مورد توجه دیوید او سلزنیک قرار گرفت که او را به عنوان یکی از نامزدهای ایفای نقش اسکارلت اوهارا به هالیوود برد، ولی آزمون بازیگری‌اش آنقدر بد از کار درآمد که خودِ سلزنیک پیشنهاد کرد او را به همان نیویورک برگردانند؛ ولی پاسخ هیوارد حکایت از شخصیت یکدنده‌اش داشت.
هیوارد در واکنش این تصمیم گفته بود: چون پرتغال را دوست دارم فکر می‌کنم بمانم….

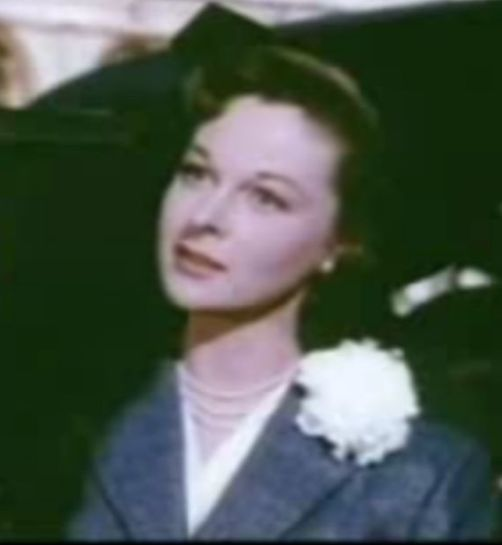
هیوارد در فیلم برف‌های کلیمانجارو

سوزان هیوارد، بنی میدفورد (کارگزارش) را عملاً به‌طور تصادفی پیدا کرد. موقع دوچرخه‌سواری از محله‌شان، هیوارد جلوی ملک بنی میدفورد به زمین‌خورد. میدفورد کمکش کرد از روی زمین برخیزد، و این شروع آشنایی آن‌ها بود و سپس در زندگی حرفه‌ای کمک‌اش کرد. نام جدیدی برایش برگزید و قراردادی با استودیو برادران وارنر برایش ترتیب داد. هیوارد وقتی بار دیگر با والتر وانگر تهیه‌کننده همکاری کرد و در می‌خواهم زنده بمانم! (۱۹۵۸) نقش «باربارا گراهام» را بازی کرد و جایزه اسکار را برد. این نقطهٔ اوج در زندگی حرفه‌ای‌اش اجباراً با افول او ادامه پیدا کرد.
پس از چند سال کار برای استودیوهای برادران وارنر، هیوارد به پارامونت پیکچرز رفت. در سال ۱۹۴۶ با والتر ونگر قرارداد بست. همکاری آن‌ها چنان ثمربخش بود که هیوارد برای فیلم حادثه، داستان یک زن نامزد اسکار شد. پس از آن با کمپانی فاکس قرارداد بست و به‌زودی به ستارهٔ درجه‌یک تبدیل شد.
در سال ۱۹۵۲ «انجمن روزنامه‌نگاران خارجی هالیوود»، سوزان هیوارد و جان وین را به عنوان محبوب‌ترین ستاره‌های سال انتخاب کرد. در سال ۱۹۷۴ سوزان هیوارد حرکت شجاعانهٔ دیگری از خود نشان داد. خیلی‌ها نمی‌دانستند که از بیماری سرطان رنج می‌بَرَد و در مراسم اسکار آن سال در کنار جان وین به روی صحنه رفت.

## مرگ
وقتی هیوارد در سال ۱۹۷۵ پس از دو سال مبارزه با سرطان مغز درگذشت، هنوز شهرت و محبوبیت داشت. بر اساس حدس و گمان‌ها، سرطان هیوارد نتیجهٔ کارش در فیلم فاتح (۱۹۵۶) بود که در لوکیشن‌هایی در ایالت یوتا فیلم‌برداری شد؛ همان‌جا که ارتش آمریکا سال‌ها قبل بمب‌های اتمی‌اش را آزمایش می‌کرده‌است. این شایعه وقتی قوت گرفت که دیگر عوامل فیلم از جمله جان وین، اگنس مورهد، جان هویت و دیک پاول کارگردان فیلم همگی از بیماری سرطان درگذشتند.

## جوایز و افتخارات
او برندهٔ جایزهٔ اسکار به خاطر فیلم می‌خواهم زنده بمانم! شد. همچنین، او برای حادثه، داستان یک زن، دل نادان من، با یک ترانه در قلب من و فردا گریه خواهم کرد نامزد جوایز اسکار شد.

## فیلم‌شناسی
- هتل هالیوود (۱۹۳۷)
- خواهران (۱۹۳۸)
- بو ژست (۱۹۳۹)
- آدام چهار پسر داشت (۱۹۴۱)
- در میان زندگان (۱۹۴۱)
- باد وحشی را درو کن (۱۹۴۲)
- جک لندن (۱۹۴۳)
- نره غول پشمالو (۱۹۴۴)
- و اینک فردا (۱۹۴۴)
- حادثه، داستان یک زن (۱۹۴۷)
- تالسا (۱۹۴۹)
- خانه غریبه‌ها (۱۹۴۹)
- دل نادان من (۱۹۴۹)
- داوود و بث‌شبع (۱۹۵۱) نقش بث‌شبع
- برف‌های کلیمانجارو (۱۹۵۲)
- با یک ترانه در قلب من (۱۹۵۲) نقش جین فرومن
- باغ شیطان (۱۹۵۴)
- دیمیتریوس و گلادیاتورها (۱۹۵۴)
- فردا گریه خواهم کرد (۱۹۵۵) نقش لیلیان راث
- فاتح (۱۹۵۶)
- می‌خواهم زنده بمانم! (۱۹۵۸)
- آدا (۱۹۶۱)
- ساعات دزدیده شده (1963)
- جایی که عشق نیست (۱۹۶۴)
- دره عروسک‌ها (۱۹۶۷)
- رعد در آفتاب (۱۹۵۹)